# Algoritmos de estimação de distribuição
Algoritmos de estimação de distribuição (AED) são métodos evolutivos que utilizam técnicas de estimação de distribuição ao invés de operadores genéticos .
AED's são consequência dos algoritmos genéticos, sendo motivados pela deficiência destes, principalmente pela sua incapacidade de representar e manipular as dependências entre as variáveis. Este problema é conhecido como linkage problem.
Em seu trabalho seminal sobre algoritmos genéticos, Holland  já havia reconhecido que, se a interação das variáveis fosse utilizada, certamente traria benefícios aos algoritmos genéticos. Esta fonte de informação, até então inexplorada, foi chamada de informação de ligação (linkage information).
Assim, para contornar estes obstáculos dos algoritmos genéticos, os AEDs representam explicitamente as dependências entre as variáveis através de modelos probabilísticos, como desde simples representação em vetores de probabilidades até modelos mais complexos, como rede bayesiana, estruturas em árvore (grafo), cadeias de Markov, entre outras. Os AEDs utilizam estes modelos probabilísticos como guias para desempenhar a busca em um determinado espaço de soluções.
Considere o seguinte exemplo de um AED. Seja uma população representada por vetores binários de comprimento 4. O AED pode empregar um único vetor composto por 4 probabilidades ({\displaystyle p_{1},p_{2},p_{3},p_{4}}) onde cada {\displaystyle p_{i}} é a probabilidade da posição {\displaystyle i} receber o valor 1. Usando este vetor de probabilidades é possível criar qualquer quantidade de soluções candidatas. Ao fim de cada geração, este vetor de probabilidades vai sendo atualizado segundo os melhores indivíduos da geração corrente.

## Definição
Diferentemente dos algoritmos genéticos comuns, que utilizam operadores de recombinação e mutação para gerar novos indivíduos da população, os algoritmos de estimação de distribuição fazem uso de informações extraídas do conjunto de soluções promissoras presentes na população daquela geração. Uma maneira de utilizar a informação global sobre um conjunto de soluções promissoras é estimar sua distribuição e usar esta estimativa para gerar novos indivíduos.
Os algoritmos que fazem uso deste princípio são chamados de Algoritmos de Estimação de Distribuição - AED (do inglês Estimation of
distribution algorithm) . Essas distribuições contemplam diretamente
as interações das variáveis que compõem o espaço de busca.
Formalmente, pode-se definir um AED como uma quádrupla da forma :
{\displaystyle AED=\{{\mathcal {C}},{\mathcal {P}}^{n},{\mathcal {S}},{\mathcal {E}}\}}
onde,
- {\displaystyle {\mathcal {C}}}: método para codificação dos indivíduos;
- {\displaystyle {\mathcal {P}}^{n}}: população de n indivíduos codificados;
- {\displaystyle {\mathcal {S}}}: operador estocástico (ou determinístico) para seleção;
- {\displaystyle {\mathcal {E}}}: Estimador da distribuição das melhores soluções (na iteração corrente).

Nota-se a eliminação dos componentes de recombinação, de mutação e suas probabilidades, em relação ao algoritmo genético (AG).
No entanto, a tarefa de estimação deverá ser feita levando em conta a complexidade do modelo utilizado, como será visto nas seções seguintes. Dependendo do modelo de estimação utilizado, alguns parâmetros adicionais deverão ser informados.
Diferentemente do AG, em que as inter-relações (blocos construtivos) das variáveis representando os indivíduos são mantidas
implicitamente, nos AEDs essas relações são expressadas explicitamente através da distribuição de probabilidade conjunta associada
aos indivíduos selecionados em cada iteração.
A sequência estrutural do AED é bastante similar ao AG, diferindo na maneira como são gerados novos indivíduos.
A seleção das soluções promissoras pode ser realizada de forma determinística ou estocástica, privilegiando indivíduos
com melhores valores de fitness. A população pode ser amostrada integralmente a partir da distribuição de probabilidade; ou,
visando maior exploração do ambiente, estipular uma porcentagem para adição de novos indivíduos
gerados aleatoriamente; ou ainda substituindo alguns indivíduos da população anterior pelos novos
indivíduos amostrados pela distribuição.
```
 

  

    

      

        
t

        
←

        
0

      

    

    
{\displaystyle t\leftarrow 0}

  

 Gera população inicial 

  

    

      

        

          

            
P

          

        

        
(

        
t

        
)

      

    

    
{\displaystyle {\mathcal {P}}(t)}

  

 aleatoriamente
 
enquanto
 condição de parada não for satisfeita 
faça

    Avalição: 

  

    

      

        
Φ

        
(

        

          

            
P

          

        

        
(

        
t

        
)

        
)

      

    

    
{\displaystyle \Phi ({\mathcal {P}}(t))}

  

    Seleção: 

  

    

      

        

          

            
S

          

        

        
(

        

          

            
P

          

        

        
(

        
t

        
)

        
)

      

    

    
{\displaystyle {\mathcal {S}}({\mathcal {P}}(t))}

  

    Estimação da 
distribuição de probabilidades
, 

  

    

      

        

          

            
E

          

        

      

    

    
{\displaystyle {\mathcal {E}}}

  

, do conjunto selecionado
    Amostre a nova população 

  

    

      

        

          

            
P

          

        

        
(

        
t

        
+

        
1

        
)

      

    

    
{\displaystyle {\mathcal {P}}(t+1)}

  

 a partir de 

  

    

      

        

          

            
E

          

        

      

    

    
{\displaystyle {\mathcal {E}}}

  

    

  

    

      

        
t

        
←

        
t

        
+

        
1

      

    

    
{\displaystyle t\leftarrow t+1}

  

 
retorne
 o melhor indivíduo encontrado.
```

Exemplos de critérios de parada são: um número fixo de iterações, um número fixo de diferentes
avaliações de fitness dos indivíduos e ausência de melhorias do melhor indivíduo em um
certo número de iterações subsequentes.
O passo fundamental nesta classe de algoritmos é como estimar a distribuição das soluções promissoras.
Na realidade, a estimação da distribuição de probabilidade conjunta associada às variáveis,
a partir de soluções promissoras selecionadas, constitui o gargalo destes algoritmos.
Será necessário então um balanço entre a precisão desta estimação e seu custo computacional.

## Tipos de AEDs
Os algoritmos presentes nesta classe diferenciam-se basicamente pela forma como a estimação é realizada, sendo classificados
de acordo com a complexidade do modelo probabilístico utilizado: variáveis sem dependência; dependência aos pares; dependência
multivariada e modelos de mistura .
A seguir, serão apresentadas algumas abordagens de AEDs, tanto para problemas de otimização em espaços
 discretos, quanto em espaços contínuos. Esta revisão será organizada considerando os quatro níveis
de complexidade do modelo probabilístico, citados acima e utilizados para extrair as interdependências
das variáveis que formam o espaço de busca.

## Modelos sem dependências
A maneira mais simples de estimativa é supor que as variáveis do problema são independentes, ou seja, não há
qualquer tipo de relação entre elas (veja figura ao lado). Formalmente, a distribuição
de probabilidade conjunta é fatorizada como o produto de n distribuições de probabilidades independentes e univariadas:
{\displaystyle p(x)=\prod _{i=1}^{n}p(x_{i})}
onde x é o conjunto de soluções promissoras, em um espaço de busca n-dimensional,
selecionadas para a estimação.
O modelo de estimação utilizado para gerar novos indivíduos contém o conjunto de frequências de
valores das variáveis que representam a solução no conjunto selecionado. Assim, estas frequências
são usadas para guiar a busca, gerando novos indivíduos, variável por variável de acordo com
os valores de frequência. Dessa forma, os blocos construtivos de primeira ordem são reproduzidos
e mesclados eficientemente . Algoritmos baseados neste mecanismo são indicados
para problemas em que as variáveis não possuem interação mútua  .
Exemplos de algoritmos que fazem uso deste modelo probabilístico, no espaço de variáveis discretas,
são: o UMDA ( Univariate Marginal Distribution Algorithm) , onde cada
distribuição marginal univariada é estimada pelas respectivas frequências marginais; o PBIL
(Population Based Incremental Learning) , que utiliza a regra de aprendizado
hebbiano para a atualização do vetor de probabilidades, a partir do conjunto de soluções selecionadas;
e o CGA (Compact Genetic Algorithm) , que atualiza o vetor de probabilidades p(x) a partir de
uma competição entre dois indivíduos amostrados com base em p(x), sendo p(x) deslocado em direção ao indivíduo vencedor.
Para o caso contínuo, supõe-se que a função densidade de probabilidade conjunta segue uma distribuição normal n-dimensional,
que é fatorizada pelo produto de n densidades normais unidimensionais e independentes . O problema
então consiste na estimação dos parâmetros da distribuição. Formalmente, para o caso de uma distribuição normal, a função densidade de probabilidades é descrita por:
{\displaystyle f(x;\mu ,\Sigma )=\prod _{i=1}^{n}f_{\mathcal {N}}(x_{i};\mu _{i},\sigma _{i}^{2})}
onde {\displaystyle \mu _{i}} denota a média da i-ésima variável e {\displaystyle \sigma _{i}^{2}} sua variância.
O algoritmo UMDA foi estendido ao espaço de variáveis contínuas (UMDA{\displaystyle _{c}}) . Aqui, a cada iteração o algoritmo busca por uma função densidade que melhor se ajuste à variável,
obtendo seus parâmetros pela estimativa da máxima verossimilhança. Já o algoritmo SHCLVND
(Stochastic Hill Climbing with Learning by Vectors of Normal Distributions) 
atualiza os parâmetros da distribuição normal, média e variância, pela regra de Hebb para a média
e uma política de redução para a variância.

## Modelos com dependência aos pares
Embora a suposição de independência entre as variáveis seja satisfeita para alguns problemas, nem sempre esta hipótese
é verificada, sendo então necessário levar em consideração algumas dependências. Quando a dependência
aos pares é considerada, estabelece-se um compromisso entre a precisão e o custo computacional.
A distribuição de probabilidades conjunta é fatorizada como:
{\displaystyle p(x)=\prod _{i=1}^{n}p(x_{i}|x_{j_{(i)}})}
onde {\displaystyle x_{j_{(i)}}} é a variável da qual {\displaystyle x_{i}} é dependente.
Enquanto os algoritmos que consideram variáveis independentes estimam apenas os parâmetros
do modelo, na dependência aos pares a aprendizagem paramétrica é estendida para a aprendizagem
da estrutura do modelo de dependência (um grafo direcionado).
No contexto discreto, o MIMIC (Mutual Information Maximizing Input Clustering)
 usa uma cadeia simples de distribuição (veja figura a seguir)
que maximiza a informação mútua das variáveis vizinhas (posições na cadeia), através de uma
abordagem gulosa, que, embora eficiente, não garante a otimalidade global. A utilização
de árvores de dependência foi formalizada por  no COMIT (Combining Optimizers with Mutual Information Trees), que utiliza uma rede bayesiana
com estrutura em árvore que é construída pelo algoritmo proposto por .
O algoritmo BMDA (Bivariate Marginal Distribution Algorithm) 
implementa uma floresta (um conjunto de árvores de dependência mutuamente independentes)
como modelo probabilístico. Uma floresta pode ser interpretada como uma generalização do conceito
de árvores de dependência. O algoritmo usa o teste Chi-quadrado de Pearson para determinar
quais variáveis serão conectadas.
- Modelo probabilístico com dependência aos pares. Algoritmo MIMIC.
- Algoritmo COMIT.
- Algoritmo BMDA.

No caso contínuo, o MIMIC foi estendido para problemas com variáveis contínuas, supondo que o
modelo de probabilidades é uma distribuição normal bivariada que utiliza um resultado de
 para calcular e usar a entropia como medida para determinar dependência
entre duas variáveis.
Algoritmos desta família reproduzem e mesclam blocos construtivos de segunda ordem eficientemente,
obtendo sucesso na aplicação junto a problemas lineares e quadráticos .

## Modelos com múltiplas dependências
Apesar de modelos que consideram dependência aos pares serem eficientes em certos cenários,
em problemas multivariados ou com alta sobreposição de blocos construtivos, este tipo de modelo
se mostra insuficiente para representar o espaço das boas soluções. Esta classe de problemas
requer estimativas mais completas, mesmo à custa de uma maior demanda computacional.
No algoritmo ECGA (Extended Compact Genetic Algorithm) , no domínio discreto, as variáveis são divididas em grupos, cujas variáveis de um mesmo grupo (bloco construtivo)
são independentes entre si, como mostra a figura abaixo. A divisão dos grupos é feita por um procedimento guloso que utiliza a métrica Minimum description length (MDL) . A distribuição de probabilidades conjunta foi codificada por uma rede bayesiana
no algoritmo EBNA (Estimation of Bayesian Networks Algorithm) .
Neste método, a estrutura da rede é construída por uma estratégia gulosa de busca local utilizando
alguma métrica para medir a qualidade da rede, como BIC (Bayesian Information Criterion),
K2 com penalidades (K2+pen) ou teste de (in)dependência condicional.
- Modelos gráficos com múltiplas dependências. Algoritmo ECGA.
- Modelos gráficos dos algoritmos EBNA e BOA.

A métrica de pontuação Bayesian-Dirichlet (BD) foi utilizada no algoritmo BOA
(Bayesian Optimization Algorithm) , que, de forma incremental, vai adicionando novas arestas no grafo até que não haja melhorias na qualidade do modelo.
Com o objetivo de reduzir a cardinalidade do espaço de busca, os autores propuseram restringir,
a um número fixo, a quantidade de pais para cada nó da rede bayesiana.
No contexto de variáveis contínuas, o EMNA{\displaystyle _{global}} (Estimation Multivariate Normal Algorithm)
 é baseado na estimação de uma função densidade normal multivariada em
cada geração. Apesar do grande número de parâmetros a serem estimados, os cálculos envolvidos são
simples.
Os algoritmos desta classe se distinguem das outras abordagens pela capacidade de representar
as interações multivariadas presentes no problema. Apesar destes algoritmos demandarem alto custo
computacional, devido ao aprendizado de modelos mais complexos, o número de avaliações de fitness
tende a ser reduzido significativamente . Por isso,
a complexidade computacional total tende a ser reduzida para problemas mais complexos, em que
o cálculo da função-objetivo é computacionalmente oneroso.

## Modelos de mistura
No caso de problemas multimodais, outros modelos probabilísticos mais flexíveis podem ser empregados.
Modelos de mistura fazem uso do procedimento de agrupamento das soluções promissoras e posicionam
distribuições de probabilidade junto a cada agrupamento. O modelo pode ser descrito como segue:
{\displaystyle p(x)=\sum _{i=1}^{K}\pi _{i}p_{i}(x)}
onde {\displaystyle \pi _{i}} representa o peso do i-ésimo componente da mistura e {\displaystyle p_{i}(x)} é a
distribuição de probabilidade do i-ésimo grupo criado pelo método de agrupamento de dados. O peso
de cada componente juntamente com os parâmetros das distribuições de probabilidades são obtidos
por algum procedimento dedicado, como o algoritmo EM (Expectation-Maximization)
.
A figura a seguir apresenta um modelo de mistura gaussiano arbitrário composto de quatro componentes.
Um dos principais obstáculos desses métodos é a necessidade de conhecer, de antemão, o número de
componentes, onde cada grupo busca representar um pico da função a ser otimizada. De fato,
o número de componentes do modelo dependerá de quão multimodal o problema é. No entanto, existem
formas de estimar este parâmetro, como por exemplo, através dos critérios de informação:
Bayesian Information Criterion, Akayke Information Criterion, entre outros.
No caso discreto, é possível criar um modelo de mistura em que cada componente é uma rede bayesiana, como
o EMDA (Estimation of Mixtures of Distributions Algorithm) descrito por , embora
este tipo de estimador seja mais aplicado para o caso contínuo.
Para o espaço de variáveis contínuas,   propuseram o algoritmo AMix
(Adaptative Gaussian Mixture'), que utiliza um modelo de mistura adaptativo.
O número de componentes do modelo de mistura pode variar durante
a execução do algoritmo. O algoritmo EDA{\displaystyle _{OGMM}}  
emprega um modelo de mistura gaussiano que utiliza uma forma de treinamento ao longo do tempo, o que reduz significativamente
o custo computacional do algoritmo. Além disso, auto-ajusta a número de componentes de mistura
no decorrer do processo de busca.

## Aplicações
Os AEDs vem sendo aplicados em uma gama de problemas de diversas áreas de conhecimento. Dentre as aplicações podemos destacar:
seleção de atributos, evolução de pesos de redes neurais MLP, geração de regras SE-ENTÃO para sistemas nebulosos, expressão gênica, análise de  estrutura de proteínas, em problemas de otimização multiobjetivo e de otimização dinâmica.